# Осморегуляція
Осморегуля́ція — сукупність фізико-хімічних процесів, що забезпечують відносну постійність концентрації осмотично активних речовин у внутрішньому середовищі організму тварин.
У ході еволюції тваринного світу відбувалися істотні зміни умов існування для великих груп тварин (перехід із морської води у прісну, вихід із води на сушу, вторинне повернення у воду), тому здатність до осморегуляції в різній мірі властива більшості тварин (прісноводним і наземним організмам, морським хребетним (крім міксин) і деяким морським ракоподібним).

## Типи реакцій тварин на осмотичний стрес
Існує два крайніх типи реакцій тварин на осмотичний стрес.
- Пойкілосмотичні тварини осмотично лабільні, осмотична концентрація рідин їхнього тіла залежить від осмотичних властивостей середовища.

- Гомойосмотичні тварини осмотично стабільні. При зміні зовнішнього середовища осмотичний тиск їхніх внутрішніх рідин залишається відносно постійним. Гіперосмотичні тварини (прісноводні тварини, морські хрящові риби) підтримують вищу, а гіпоосмотичні тварини (морські кісткові риби, морські плазуни і деякі ракоподібні) — нижчу концентрацію осмотично активних речовин у рідинах внутрішнього середовища, ніж в оточуючому середовищі.

Осморегуляція у гіперосмотичних прісноводних тварин базується на надходженні солей із їжею та всмоктуванні іонів Na- та Cl- із прісної води спеціальними клітинами, що локалізовані у зябрах (риби, молюски, ракоподібні), у шкірі (земноводні), ротовій порожнині і клоаці (плазуни), анальній папилі (личинки комарів) тощо. Надлишок води, що надходить через покриви завдяки осмотичному градієнту, виділяється у різних тварин скоротливими вакуолями, нефридіями або нирками.
Осморегуляція у гіперосмотичних тварин обумовлена накопиченням у крові сечовини та окису триметилоксиду, в результаті чого зберігається характерний для хребетних тварин електролітний склад рідин внутрішнього середовища, однак вони стають більш гіпертонічними ніж морське середовище і вода надходить у тіло тварин внаслідок осмотичного градієнта.
Гіпоосмотичні морські тварини для осморегуляції п'ють морську воду та опріснюють її, виділяючи надлишок солей хлоридними клітинами зябрового апарату та соляними залозами (плазуни, птахи); двовалентні іони видаляються кишечником і нирками.

## Механізми осморегуляції у тварин
У ссавців основний орган осморегуляції — нирки, здатні виводити гіпотонічну сечу за надлишку води та осмотично концентровану за її нестачі.
Прохідні риби (наприклад, лосось) та деякі ракоподібні, які володіють гіперосмотичною та гіпоосмотичною регуляцією, можуть мешкати як у прісній, так і в солоній воді, тобто володіють здатністю до евригінального існування.
Адаптація більшості морських безхребетних до води із різною солоністю обумовлена клітинною осморегуляцією.
Пристосуванням систем осморегуляції до умов аридної зони включає ряд механізмів — збільшення концентраційних властивостей нирок, що дозволяє обходитися без питної води (кенгуровий пацюк), різке зростання витривалості до зневоднення (віслюк), використання сечової кислоти як кінцевого продукту азотистого обміну (плазуни, птахи), наявність потових залоз, що виділяють сіль (деякі ящірки) та інші механізми.
Осморегуляція забезпечується осморегулюючим рефлексом. В осморегуляції бере участь гіпофіз, наднирники, щитоподібна і підшлункова залози, а також різноманітні сенсорні органи і рухові системи.
Еволюція осморегуляції сприяла завоюванню досить різноманітних умов існування.